# Philadelphus zhejiangensis
Philadelphus zhejiangensis är en hortensiaväxtart som beskrevs av S.M. Hwang. Philadelphus zhejiangensis ingår i släktet schersminer, och familjen hortensiaväxter. Inga underarter finns listade i Catalogue of Life.